# A1 Ethniki 2013-2014
La A1 Ethniki 2013-2014 fu la 74ª edizione del massimo campionato greco di pallacanestro maschile. Il titolo andò ai detentori del Panathīnaïkos che si aggiudicarono la serie finale contro l'Olympiakos per 3 gare a 2.

## Formato
Al termine della Regular season (composta da 26 giornate) le prime otto accedono ai Playoff per il titolo mentre retrocedono direttamente le ultime due classificate.
Le squadre retrocesse al termine della Regular season 2012-13, ovvero Peristeri e Kavala sono state rimpiazzate dalle neopromosse Neas Kīfisias e Aries Trikala.

## Regular season
|     | Squadra          | G  | V  | P  | PF   | PS   | Diff. | Pt. | Qualificazione           |
| --- | ---------------- | -- | -- | -- | ---- | ---- | ----- | --- | ------------------------ |
| 1.  | Panathīnaïkos    | 26 | 25 | 1  | 2073 | 1648 | +425  | 51  | playoffs                 |
| 2.  | Olympiakos       | 26 | 24 | 2  | 2119 | 1681 | +438  | 48  | playoffs                 |
| 3.  | Paniōnios        | 26 | 18 | 8  | 1938 | 1826 | +112  | 44  | playoffs                 |
| 4.  | PAOK Salonicco   | 26 | 15 | 11 | 2064 | 1986 | +78   | 41  | playoffs                 |
| 5.  | Neas Kīfisias    | 26 | 14 | 12 | 1880 | 1884 | -4    | 40  | playoffs                 |
| 6.  | Drama            | 26 | 13 | 13 | 2003 | 2021 | -18   | 39  | playoffs                 |
| 7.  | Aris Salonicco   | 26 | 12 | 14 | 1807 | 1802 | +5    | 38  | playoffs                 |
| 8.  | Apollon Patrasso | 26 | 11 | 15 | 1874 | 1960 | -86   | 37  | playoffs                 |
| 9.  | Rethymno         | 26 | 10 | 16 | 1927 | 2023 | -96   | 36  |                          |
| 10. | Kolossos Rodi    | 26 | 10 | 16 | 1820 | 1956 | -136  | 36  |                          |
| 11. | Aries Trikala    | 26 | 9  | 17 | 1927 | 2046 | -119  | 35  |                          |
| 12. | Panelefsiniakos  | 26 | 7  | 19 | 1782 | 1980 | -198  | 33  |                          |
| 13. | Īlysiakos        | 26 | 7  | 19 | 1788 | 1945 | -157  | 33  | retrocesse in A2 Ethniki |
| 14. | Ikaros Chalkidas | 26 | 7  | 19 | 1876 | 2120 | -244  | 33  | retrocesse in A2 Ethniki |

## Playoff

### Tabellone
|  | Quarti di finale | Quarti di finale | Quarti di finale |            |                | Semifinali    | Semifinali | Semifinali |  |  | Finali | Finali        | Finali |
|  |                  |                  |                  |            |                |               |            |            |  |  |        |               |        |
|  | 1.               | Panathīnaïkos    | 2                |            |                |               |            |            |  |  |        |               |        |
|  | 8.               | Apollon Patrasso | 0                |            |                |               |            |            |  |  |        |               |        |
|  | 8.               | Apollon Patrasso | 0                |            | 1.             | Panathīnaïkos | 3          |            |  |  |        |               |        |
|  |                  |                  |                  |            | 1.             | Panathīnaïkos | 3          |            |  |  |        |               |        |
|  |                  | 4.               | PAOK Salonicco   | 0          |                |               |            |            |  |  |        |               |        |
|  | 4.               | 4.               | PAOK Salonicco   | 0          | PAOK Salonicco | 2             |            |            |  |  |        |               |        |
|  | 4.               |                  |                  |            | PAOK Salonicco | 2             |            |            |  |  |        |               |        |
|  | 5.               | Neas Kīfisias    | 0                |            |                |               |            |            |  |  |        |               |        |
|  |                  |                  |                  |            |                |               |            |            |  |  | 1.     | Panathīnaïkos | 3      |
|  |                  |                  | 2.               | Olympiakos | 2              |               |            |            |  |  |        |               |        |
|  | 2.               | Olympiakos       | 2                |            |                |               |            |            |  |  |        |               |        |
|  | 7.               | Aris Salonicco   | 0                |            |                |               |            |            |  |  |        |               |        |
|  | 7.               | Aris Salonicco   | 0                |            | 2.             | Olympiakos    | 3          |            |  |  |        |               |        |
|  |                  |                  |                  |            | 2.             | Olympiakos    | 3          |            |  |  |        |               |        |
|  |                  | 3.               | Paniōnios        | 0          |                |               |            |            |  |  |        |               |        |
|  | 3.               | 3.               | Paniōnios        | 0          | Paniōnios      | 2             |            |            |  |  |        |               |        |
|  | 3.               |                  |                  |            | Paniōnios      | 2             |            |            |  |  |        |               |        |
|  | 6.               | Drama            | 0                |            |                |               |            |            |  |  |        |               |        |

#### Quarti di finale
| Squadra 1      | Totale | Squadra 2        | Gara 1 | Gara 2 | Gara 3 |
| -------------- | ------ | ---------------- | ------ | ------ | ------ |
| Panathīnaïkos  | 2 - 0  | Apollon Patrasso | 88-61  | 82-67  |        |
| PAOK Salonicco | 2 - 0  | Neas Kīfisias    | 70-66  | 79-75  |        |
| Paniōnios      | 2 - 0  | Drama            | 83-73  | 81-71  |        |
| Olympiakos     | 2 - 0  | Aris Salonicco   | 77-44  | 74-59  |        |

#### Semifinali
| Squadra 1     | Totale | Squadra 2      | Gara 1 | Gara 2 | Gara 3 | Gara 4 | Gara 5 |
| ------------- | ------ | -------------- | ------ | ------ | ------ | ------ | ------ |
| Panathīnaïkos | 3 - 0  | PAOK Salonicco | 89-83  | 83-77  | 72-65  |        |        |
| Olympiakos    | 3 - 0  | Paniōnios      | 78-43  | 84-58  | 93-90  |        |        |

#### Finale 3º/4º posto
| Squadra 1 | Totale | Squadra 2      | Gara 1 | Gara 2 | Gara 3 | Gara 4 | Gara 5 |
| --------- | ------ | -------------- | ------ | ------ | ------ | ------ | ------ |
| Paniōnios | 1 - 3  | PAOK Salonicco | 60-65  | 63-81  | 75-57  | 80-84  |        |

#### Finale
| Squadra 1     | Totale | Squadra 2  | Gara 1 | Gara 2 | Gara 3 | Gara 4 | Gara 5 |
| ------------- | ------ | ---------- | ------ | ------ | ------ | ------ | ------ |
| Panathīnaïkos | 3 - 2  | Olympiakos | 59-56  | 64-89  | 64-69  | 67-65  | 82-71  |

| A1 Ethniki 2013-2014     |
| ------------------------ |
| Panathīnaïkos 34º titolo |

## Formazione vincitrice
| N° | Naz.                            | Ruolo | Sportivo                 |      | Alt. |  |
| -- | ------------------------------- | ----- | ------------------------ | ---- | ---- |  |
| 6  | Grecia (bandiera)               | G     | Michael Bramos           | 1987 | 198  |  |
| 7  | Stati Uniti (bandiera)          | G     | Ramel Curry              | 1980 | 192  |  |
| 8  | Stati Uniti (bandiera)          | A     | Mike Batiste             | 1977 | 204  |  |
| 9  | Grecia (bandiera)               | A     | Antōnīs Fōtsīs           | 1981 | 209  |  |
| 10 | Croazia (bandiera)              | G     | Roko Ukić                | 1984 | 196  |  |
| 11 | Gabon (bandiera)                | A     | Stéphane Lasme           | 1982 | 203  |  |
| 12 | Grecia (bandiera)               | C     | Loukas Maurokefalidīs    | 1984 | 210  |  |
| 13 | Grecia (bandiera)               | G     | Dīmītrīs Diamantidīs     | 1980 | 198  |  |
| 14 | Stati Uniti (bandiera)          | A     | James Gist               | 1986 | 206  |  |
| 15 | Grecia (bandiera)               | G     | Nikos Pappas             | 1994 | 194  |  |
| 16 | Grecia (bandiera)               | A     | Vladimir Janković        | 1990 | 202  |  |
| 18 | Lituania (bandiera)             | A     | Jonas Mačiulis           | 1985 | 198  |  |
| 19 | Bosnia ed Erzegovina (bandiera) | G     | Zack Wright              | 1985 | 188  |  |
| 20 | Grecia (bandiera)               | G     | Giōrgos Apostolidīs      | 1984 | 197  |  |
| 21 | Grecia (bandiera)               | A     | Vasilīs Charalampopoulos | 1997 | 202  |  |
| 22 | Grecia (bandiera)               | C     | Giōrgos Diamantakos      | 1995 | 214  |  |
|    | Grecia (bandiera)               | All.  | Fragkiskos Alvertīs      |      |      |  |

## Premi e riconoscimenti
- A1 Ethniki MVP:  Dīmītrīs Diamantidīs, Panathīnaïkos
- A1 Ethniki MVP finali:  Dīmītrīs Diamantidīs, Panathīnaïkos
- A1 Ethniki allenatore dell'anno:  Soulīs Markopoulos, PAOK Salonicco
- A1 Ethniki Difensore dell'anno:  Stéphane Lasme, Panathīnaïkos
- A1 Ethniki miglior giovane:  Aleksandăr Vezenkov, Aris Salonicco
- Quintetto ideale della A1 Ethniki:
  -  D.J. Cooper, PAOK Salonicco
  -  Dīmītrīs Diamantidīs, Panathīnaïkos
  -  Jonas Mačiulis, Panathīnaïkos
  -  Giōrgos Printezīs, Olympiakos
  -  Stéphane Lasme, Panathīnaïkos